# Прозорец
Вижте пояснителната страница за други значения на Прозорец.
Прозорецът е отвор в стената на сграда, предназначен за достъп на светлина и чист въздух. Прозорец е и всеки остъклен отвор, осигуряващ визуален контакт с вътрешността на обект, както и приспособлението за затваряне на този отвор.

## В архитектурата
Повечето прозорци на сгради са рамкирани с дърво или метал, като основно се състоят от едро, често тънко стъкло. В исторически план има множество и различни по размер, форма и предназначение прозорци. Едни от първите прозорци представлявали отвор с опъната на дървена рамка кожа или платно. По-късно се появяват два вида прозорци, пропускащи светлина, но не въздушни течения в помещенията: мулионирания прозорец, съединяващ няколко парчета стъкло в обща плоскост и хартиения прозорец. Мулионираният прозорец става популярен в Европа, където предпазва от вредните атмосферни условия. Хартиеният се налага в Китай и Япония. В църковната архитектура се популяризира стъклописта, която по-късно намира място и в декоративната украса в интериор и екстериор на множество частни и обществени сгради през 19 и 20 в.

### Видове прозорци
- Венециански прозорец – съставен е от три отвора – два странични, по-ниски и един централен, по-висок и завършващ с арка. Още — прозорец серлиана, паладиански прозорец.

- Венециански прозорци
- Венециански прозорец

- „Волско око“ (тип прозорец) – кръгъл прозорец.

- „Волско око“

- Еркерен прозорец – с полукръгла плоскост. Издаден, както еркера, пред линията на фасадата.
- Издаден прозорец – с плоскост в три или в повече страни, често издаден пред линията на фасадата. Понякога продължава до първия или и до по-горните етажи.
- Йесеев прозорец – средновековен тип прозорец, конструиран във формата на Дърво Йесеево.
- Капандура – прозорец на покривна конструкция, следващ вертикалното направление на фасадата, не наклона на покрива. За целта се обособява със собствено покривно покритие.
- Касетиран прозорец – често срещан двукрилен прозорец, разделен по вертикала на касети чрез шпросни.
- Копиевиден прозорец – висок и тесен прозорец, чийто горен край завършва в силно заострена арка. Използван в готическата архитектура (най-вече през 13 в.).
- Кръстовиден прозорец – прозорец, разделен само от един мулион и един щурц.
- Ориел – издаден в полукръг прозорец с отвори, както отпред, така и отстрани. Обикновено конструкцията му се носи от корбели.
- Плъзгащ се прозорец – прозорец, съставен от две приплъзващи се във вертикално направление рамки. Много често срещан в Англия и САЩ.
- „Колело“, прозорец-колело – ранна форма на розета. Мулионите тук, разположени като спици на колело, представляват малки колони с бази и капители.
- Розета – кръгъл прозорец с рамки от каменна резба. Рамките се разполагат радиално от центъра към зъбците по ръба на външната окръжност. Розетките обикновено са с богата стилизирана орнаментировка.

- Розета

- Френски прозорец – подобна на двукрила врата двойка касетирани прозорци, спускащи се до земята. За пръв път използван във Версай през 1680 г.
- Чикагски прозорец – разположен между две носещи подпори на просвет прозорец, с голяма и неподвижна средна част. Страничните две части са с плъзгащи се прозорци. Въведен в началото на 20 в.